# Francesco Ballerini
Francesco Ballerini (Como, 1877 – Como, 5 maggio 1910) è stato un egittologo e archeologo italiano.

## Biografia
Francesco Ballerini nacque a Como nel 1877. Studiò presso l'Accademia scientifico-letteraria di Milano e nel 1899 si laureò in Lettere con una tesi in Egittologia. Pochi mesi dopo fu assunto come insegnante al ginnasio-liceo del Pontificio Collegio Gallio di Como. Nel 1902 ebbe inizio la sua collaborazione con il Museo Egizio di Torino con la carica di Conservatore; conobbe l'allora direttore Ernesto Schiaparelli che lo coinvolse subito nelle missioni di ricerca sul campo da lui promosse e dirette. Ballerini sarà il collaboratore di fiducia, sempre presente durante tutte le missioni organizzate dal M.A.I. (Missione Archeologica Italiana), mentre gli altri elementi del personale variavano secondo le necessità e il tipo di ricerca.

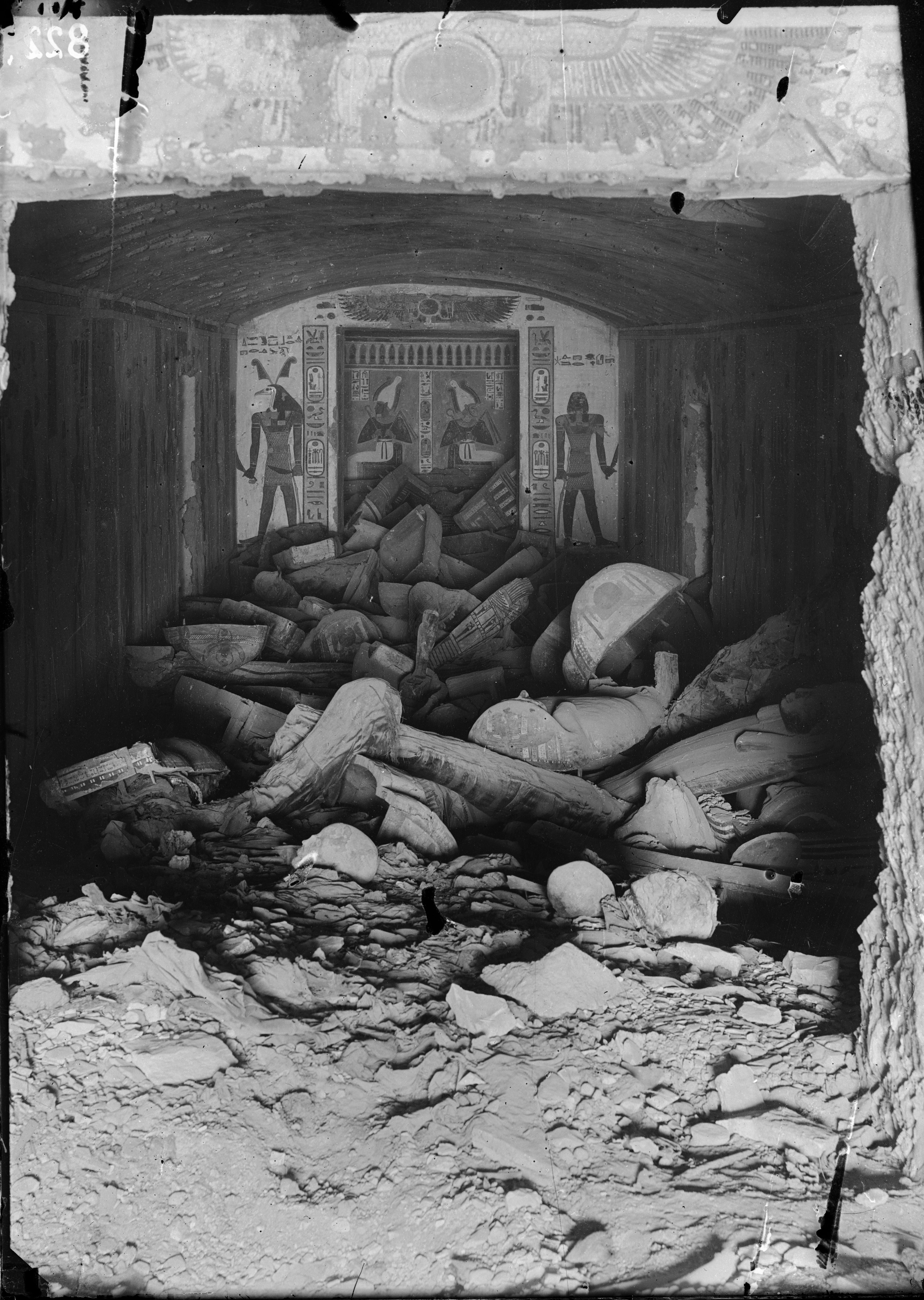
Tomba QV44 di Khaemuaset al momento della scoperta nel 1903

Ballerini partì con l'équipe di Schiaparelli per la prima campagna di scavi tra il 15 e il 16 dicembre 1902 e, fino alla metà di marzo, gli archeologi scavarono nella Valle delle Regine nella zona di Bab el Harim a Tebe ovest. I risultati ottenuti furono molteplici e di grande interesse. Il 15 febbraio Ballerini scoprì la tomba (QV44) del principe Khaemuaset, figlio di Ramses III. Come l'egittologo stesso scrisse, all'inizio gli operai rinvennero la parte iniziale di un corridoio in discesa, molto largo e quindi probabilmente appartenente a una tomba di notevole importanza; furono avvertiti Schiaparelli e Howard Carter, allora Sovrintendente delle Antichità dell'Alto Egitto, che giunsero subito. Gli archeologi, dopo aver liberato lo stipite di una porta, entrarono da un'apertura, strisciando per terra. Sgombrato parzialmente l'ingresso, trovarono un grande ambiente completamente ingombro di sarcofaghi e di mummie poste alla rinfusa. Fra numerosi reperti, l'egittologo trovò anche parte del sacofago monumentale del principe, in granito rosa, che fu in seguito portato, con gli altri oggetti rinvenuti, al Museo egizio di Torino.
Dieci giorni dopo Ballerini trovò, nei pressi della QV44, un'ulteriore tomba (QV43) a cui arrivò strisciando attraverso un foro fra le macerie come aveva fatto nel ritrovamento della precedente. Si trattava del sepolcro di Sethherkhepeshef, altro figlio di Ramses III. A differenza di quella di Khaemuaset, che aveva mantenuto i colori e le decorazioni in buono stato, questa tomba presentava, oltre a violazioni a opera di saccheggiatori e probabilmente di animali, anche le pareti annerite da un incendio avvenuto forse in epoca copta. Successivamente la squadra di Schiaparelli scoprì altre tombe, la QV42 del principe Pareheruenemef, la QV51 della regina Iside Ta-Hemdjert, moglie di Ramses III, la QV48 della regina Satra e altre due tombe anonime, la QV36 e QV40.
Contemporaneamente agli scavi effettuati nella Valle delle Regine, Ballerini seguì Schiaparelli nelle attività di ricerca in un secondo cantiere a Giza in cui gli archeologi erano soprattutto interessanti a trovare reperti relativi all'Antico Regno. Dopo i primi tentativi infruttuosi, riuscirono a reperire materiale del tempio funerario di Cheope, architravi e stipiti risalenti alla quarta, quinta e sesta dinastia. Tra il 15 aprile e il 20 maggio 1903 Ballerini e Schiaparelli effettuarono scavi a Eliopoli riportando alla luce elementi di un naos in granito rosa dedicato al faraone Seti I.

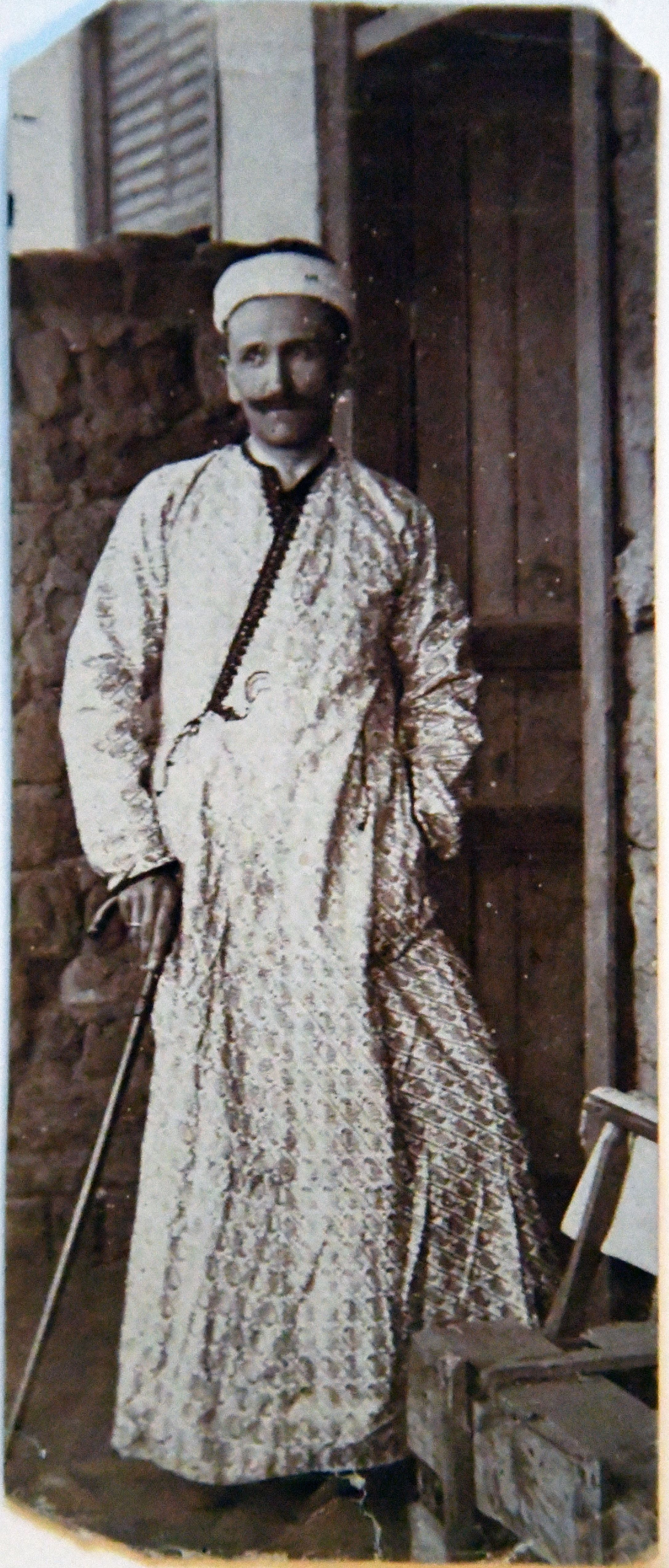
Francesco Ballerini ritratto in abiti locali il 21 marzo 1909 durante gli scavi della Missione Archeologica Italiana ad el-Ashmunein.

Ancora a Tebe, l'anno successivo, la spedizione archeologica scoprì la tomba (QV55) di Amonherkhepshef, figlio di Ramses III, che presentava pitture di straordinario interesse. Il ritrovamento più importante a cui partecipò Ballerini avvenne il 15 febbraio 1904 con la scoperta della tomba (QV66) di Nefertari, grande sposa reale di Ramses II, la più bella e la meglio conservata di tutta la Valle delle Regine.
All'inizio di gennaio 1906 Schiaparelli, Ballerini e altri archeologi allestirono nuovi campi a Deir el-Medina, a Qau el-Kebir, a Hammamia e a Eliopoli. A metà del mese di febbraio venne scoperta la tomba (TT8) intatta con tutto il corredo funerario, di Kha, sovrintendente ai lavori della necropoli, e di sua moglie Merit.
In una relazione sui risultati delle campagne inviata al Ministero, Schiaparelli ebbe parole di elogio per la preziosa collaborazione di Francesco Ballerini il quale si era anche occupato della realizzazione del rilievo dell'intera necropoli di Tebe; eseguì inoltre planimetrie di tutto ciò che era stato rinvenuto, disegni dei sarcofaghi e di altri numerosi reperti. L'anno successivo, a causa di scarse disponibilità finanziarie e quindi mancanza di finanziamenti, le ricerche vennero sospese. Nel febbraio 1909, dopo aver ricevuto una modesta cifra per un'ulteriore missione, Schiaparelli e Ballerini, con la collaborazione dell'egiziano Bolos Ghattas e di altri archeologi, effettuarono scavi a Deir el-Medina e a Ermopoli, Scoprirono l'intero villaggio di Pademi, con le strade principali e i resti delle abitazioni. Tra gennaio e marzo 1910 Ballerini partecipò alla sua ultima missione archeologica a Gebelein e ad Asyūṭ dove trovò alcune tombe. Rientrato quindi a Como con l'intento di dedicarsi a ulteriori studi, si ammalò improvvisamente e morì il 5 maggio a soli 33 anni.
L'importanza del lavoro svolto da Ballerini e la sua ricerca scientifica erano già stati riconosciuti nel 1905, quando il re Vittorio Emanuele III lo aveva nominato Cavaliere dell'Ordine della Corona d'Italia. A causa dei numerosi impegni di indagine sul campo, l'egittologo non ebbe molto tempo da dedicare all'attività di studio, ma lasciò comunque importanti relazioni, in particolare sugli scavi effettuati dalla Missione Archeologica Italiana.

## Opere
- Antichità Assiro-Babilonesi nel Museo Civico di Como, Estratto dalla Rivista degli Studi Orientali Vol. II, Roma, Casa Editrice Italiana, 1909-1910.
- Antichità Egiziane del Museo Civico di Como, Estratto dalla Rivista Bessarione, Roma, 1910.
- Notizia sommaria degli scavi della Missione Archeologica Italiana in Egitto Anno 1903, Museo di Antichità, Torino, 1903.
- Le tribù nomadi della Palestina e del Sinai, secondo le memorie dell'antico Egitto, Estratto dalla Rivista Bessarione, Roma,  Rivista degli Studi Orientali, Anno V, Serie I, Vol. VIII, nn.53-54, 1901.
- Viaggio in Egitto, Como, 1915, anche in Annibale Evaristo Breccia, L'opera degli Italiani per la conoscenza dell'Egitto e per il suo risorgimento civile ed economico, Parte I – R. Almagià, Roma, 1926
- Il nome e la sua importanza nell'Egitto antico, Estratto dalla Rivista Bessarione, Rivista degli Studi Orientali, Serie III, Vol. V e Vol. VI, Roma, 1908.